# لوري ألفورد
لوري ألفورد (بالإنجليزية: Lori Alvord)‏ هي جَرّاحة أمريكية، ولدت في 1958 في Crownpoint, New Mexico ‏ في الولايات المتحدة.